# Lothar Klappauf

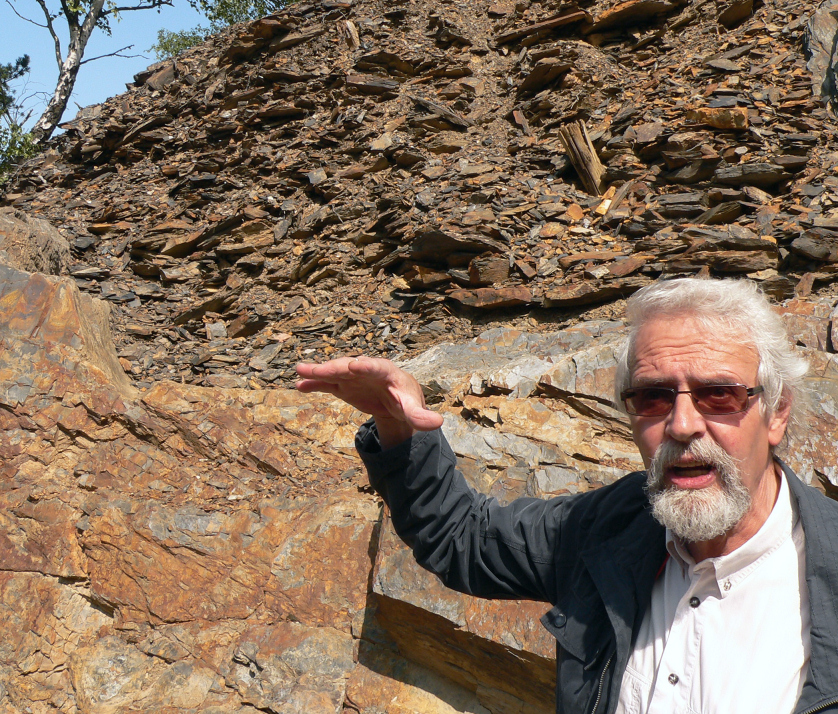
Lothar Klappauf vor einem verfüllten Hohlweg am Rammelsberg, 2013

Lothar Klappauf (* 12. August 1953 in Bittelbrunn; † 12. September 2023) war ein deutscher Archäologe, der sich schwerpunktmäßig mit der Montanarchäologie des Harzes in Niedersachsen befasste.

## Werdegang
Lothar Klappauf verbrachte seine Jugend in Singen (Hohentwiel) und machte 1973 das Abitur. Danach studierte er an der Albert-Ludwigs-Universität Freiburg Ur- und Frühgeschichte, Kunstgeschichte sowie provinzialrömische Archäologie. Bereits während des Studiums beteiligte er sich an Ausgrabungen und leitete 1975 eine Ausgrabung im karolingischen Königshof in Rottweil, die bis 1979 zu einer Anstellung beim Landesdenkmalamt Baden-Württemberg führte. Nach Abschluss seines Studiums promovierte Lothar Klappauf 1980 zum Königshof in Rottweil. Anschließend begann er 1981 seine Berufslaufbahn beim Institut für Denkmalpflege in Hannover als Vorläufer des Niedersächsischen Landesamtes für Denkmalpflege. Dort wurde Klappauf Referent für Mittelalterarchäologie insbesondere für Stadtkern- und Wüstungsforschung. In diesem Rahmen nahm er stadtarchäologische Untersuchungen in den Stadtkernen von Goslar, Hannover und Lüneburg vor.
Ab Mitte der 1980er Jahre untersuchte Lothar Klappauf mit dem Grabungstechniker Friedrich-Albert Linke Bergbaurelikte sowie Verhüttungs- und Schmelzplätze im Harz. Aufgrund dieser Forschungstätigkeit rief das Niedersächsische Landesamt für Denkmalpflege (NLD) mit Unterstützung der Volkswagenstiftung 1992 ein Schwerpunktprogramm zur Montanarchäologie des Harzes ins Leben, das Klappauf leitete. Die dazu vom NLD geschaffene Arbeitsstelle Montanarchäologie im Harz auf dem Gelände des ehemaligen Bergwerks Rammelsberg in Goslar entwickelte sich zum international vernetzten Zentrum der interdisziplinären Montanarchäologie.
Mit seinem Team erfasste Lothar Klappauf während seiner 30-jährigen Tätigkeit als Montanarchäologe über 3500 neue Fundstellen und unternahm rund 60 Ausgrabungen. Er initiierte archäometrische Untersuchungen zur Metallherkunft von zahlreichen sakralen Plastiken aus Blei, Bronze und Silber in Europa. Seine Forschungen, die er in Zusammenarbeit mit über 20 Universitätsinstituten und außeruniversitären Forschungseinrichtungen in ganz Europa unternahm, führten zu einem neuen Bild des Harzes als europäischer Rohstoffquelle.
Am 31. Dezember 2016 wurde Lothar Klappauf nach 36-jähriger Tätigkeit in der niedersächsischen Bodendenkmalpflege als Archäologieoberrat pensioniert. Auf der Arbeitsstelle Montanarchäologie des Niedersächsischen Landesamtes für Denkmalpflege folgte ihm als Referentin Katharina Malek.
Klappauf verstarb am 12. September 2023.

### Einzelne Untersuchungen
Beginnend mit einer kleinen Probegrabung untersuchte Lothar Klappauf zwischen 1981 und 1985 am Fuße des Harzes den Herrensitz Düna als frühmittelalterliche Wüstung. Die Untersuchungen unter Nutzung sämtlicher Prospektionsmethoden wurden zu einem Vorzeigeprojekt in der Wüstungsforschung. Seit 2001 untersuchte er das Mittelalterliche Bergwerk im Alten Lager des Rammelsberges. In den letzten Jahren seiner Berufstätigkeit war Klappauf verstärkt mit der Prospektion und Erfassung von Objekten des UNESCO-Welterbes Oberharzer Wasserwirtschaft befasst.

## Veröffentlichungen (Auswahl)
- mit Friedrich-Albert Linke: Düna I. Das Bachbett vor Errichtung des repräsentativen Steingebäudes. Grundlagen zur Siedlungsgeschichte. In: Materialhefte zur Ur- und Frühgeschichte Niedersachsens. Heft 22, Hildesheim 1990.
- Zur Archäologie des Harzes. In: Berichte zur Denkmalpflege in Niedersachsen. 4/1992, S. 133–137.
- mit Friedrich-Albert Linke, W. Brockner, M.-L. Hillebrecht, B. Kuprat, B. und U. Willerding: Schätze des Harzes – Vom 3. bis 13. Jahrhundert n.Chr., Wegweiser zur Vor- und Frühgeschichte Niedersachsens. 18, Goslar 1992.
- mit Friedrich-Albert Linke, K. Hegerhorst, W. Brockner, H.-G. Bachmann: Kupfer-, Blei- und Silbergewinnung im Westharz während des 10. Jhs. n.Chr. – Grabung Schnapsweg, Forst Lautenthal, Ldkr. Goslar. In: Archäometrie und Denkmalpflege. Bochum 1998, S. 172–177.
- mit P. Valde-Nowak, Friedrich-Albert Linke: Neolithische Besiedlung der Mittelgebirgslandschaften: Fallstudie Harz. In: Nachrichten aus Niedersachsens Urgeschichte. 73, 2004.
- mit H. Seeberg: Die Harzkarte von 1682 als archäologische Fundkarte. In: Nachrichten aus Niedersachsens Urgeschichte. 73, 2004.
- mit Friedrich-Albert Linke, Frank Both: Grabung Düna, vom Harzrand zu den Lagerstätten In: Mamoun Fansa, Frank Both, Henning Haßmann (Hgsg.): Archäologie|Land|Niedersachsen. 400.000 Jahre Geschichte. Landesmuseum für Natur und Mensch, Oldenburg 2004. S. 329–332.
- Erste archäologische Grabungen im Alten Lager des Rammelsbergs bei Goslar. In: Berichte zur Denkmalpflege in Niedersachsen. 2/2012.